# Christoph Delphicus zu Dohna
Christoph Delphicus zu Dohna, född 1628 i Holland, Nederländerna, död 21 maj 1668 i London, England, var greve, militär, diplomat; gardesöverste 1653, generalmajor 1654, svensk fältmarskalk 1666.
Dohna var son till Christoph von Dohna (1583-1637), ståthållare i furstendömet Orange, och Ursula zu Solms-Braunfels (1594-1657). Den unge Christoph Delphicus förde redan som 18-årig befäl över ett holländskt kompani i kriget mot Spanien. Efter att ha bott på sina gods i Preussen i tre år reste han till Sverige för att för familjens räkning återvinna en del gods i Livland. Drottning Kristina blev mycket intresserad av honom, gjorde honom till svensk greve 1651 och utnämnde honom 1653 till överkammarherre och överste för livgardet. Karriären gick exceptionellt snabbt – året därpå nådde han graden generalmajor av infanteriet. Därtill erhöll han en donation på 30.000 riksdaler, och bruttoinkomsterna från Neukloster i Wismar. Samma år (1654) ledsagade han, bland andra, Kristina ut ur Sverige. Drottningen var under resan förklädd och uppgav sig heta ”greve Dohna”.
Dohna deltog i Karl X Gustavs polska krig varvid han sårades svårt i ena armen. Såret skulle besvära honom resten av sitt liv. Som ett slags kompensation utnämndes han till generallöjtnant. 1658 blev han vice guvernör i Bremen och var 1659-60 guvernör över Falster, Lolland och Mön. Efter en kort tids beskickning till kurfursten av Brandenburg 1661 upplöstes hans regemente och han bosatte sig på Neukloster. 1665 förde han befäl i det nesliga bremiska kriget. 1666 blev han fältmarskalk och avgick som ambassadör till Holland med uppgift att medla i striden mellan Holland och England.
Dohna deltog, tillsammans med Göran Fleming och Peter Julius Coyet som svensk medlare mellan Holland och England vid kongressen i Breda (1667), där också ett vänskapsfördrag mellan Sverige och Holland undertecknades. Föredraget utvecklades sen till den ryktbara trippelalliansen mellan England, Nederländerna och Sverige.
Dohna dog 1668 i London, begravdes 1669 i Stockholms storkyrka och begravdes i Uppsala domkyrka, där 1687 en präktig minnesvård, troligen av Pieter Verbrugghen den yngre i Antwerpen, restes över honom.

## Familj
Christoph Delphicus zu Dohna var gift med Anna Gabrielsdotter Oxenstierna (1620–1691), dotter till Gabriel Bengtsson Oxenstierna; deras dotter Amalia (1661-1724) blev morfars mor till hertig Fredrik Karl Ludvig av Holstein-Beck. Sonen Friedrich Christoph Delphicus zu Dohna var svensk diplomat.

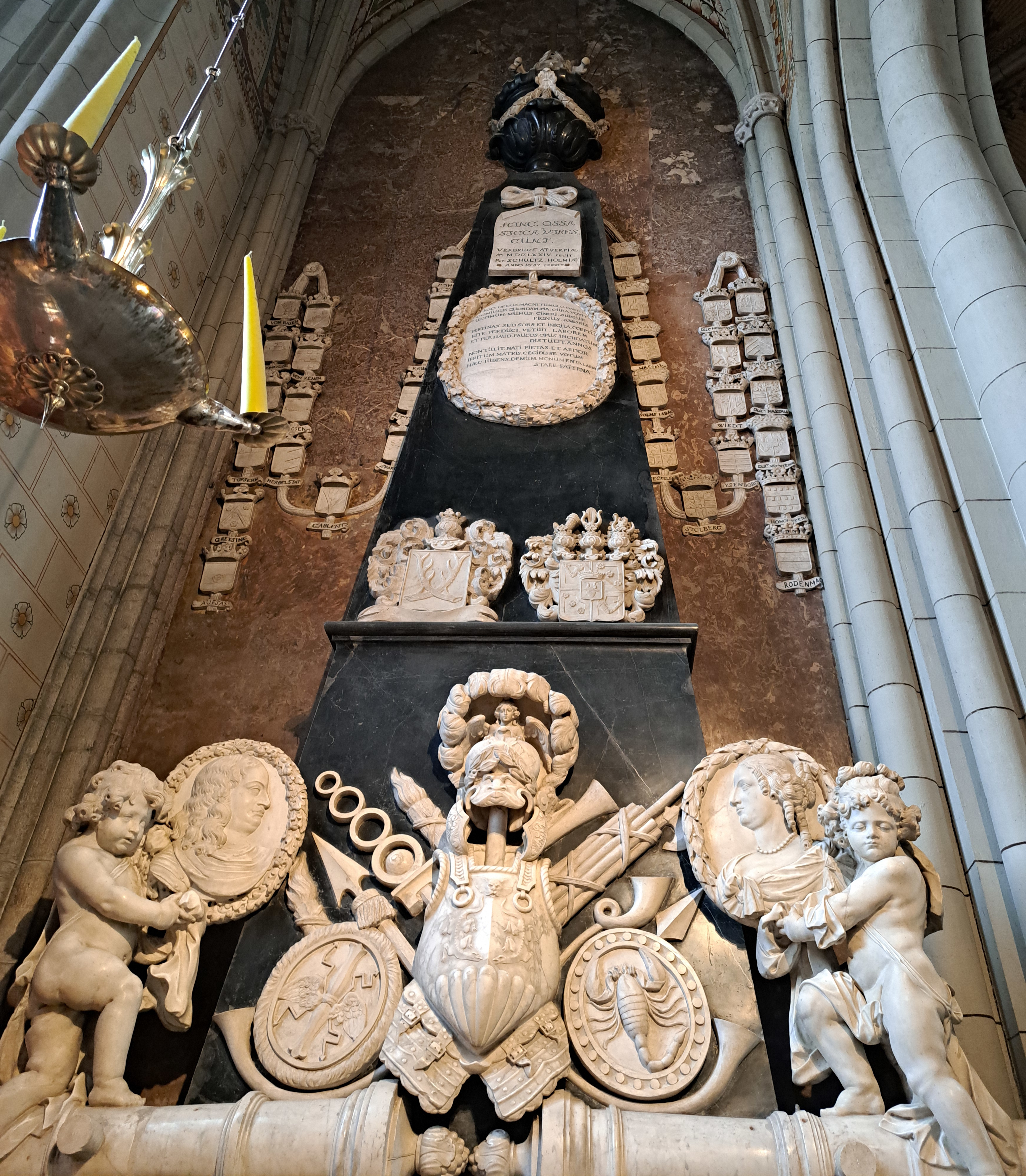
Christoph Delphicus zu Dohna epitafium i Uppsala Domkyrka